# Tuffi ai campionati mondiali di nuoto 2017 - Squadra mista
La gara dei tuffi a squadra dei campionati mondiali di nuoto 2017 è stata disputata il 18 luglio presso la Duna Aréna di Budapest. La gara è iniziata alle ore 18:30 e vi hanno preso parte 19 squadre provenienti da altrettante nazioni, ognuna delle quali ha eseguito una serie di sei tuffi.
La competizione è stata vinta dalla squadra francese formata da Laura Marino e Matthieu Rosset, mentre l'argento e il bronzo sono andati rispettivamente alla squadra messicana formata da Viviana del Angel e Rommel Pacheco e a quella statunitense formata da Krysta Palmer e David Dinsmore.

## Risultati
| Pos. | Nazione        | Atleti                                    | Tot.   | T1    | T2    | T3    | T4    | T5    | T6    | Ord. |
| ---- | -------------- | ----------------------------------------- | ------ | ----- | ----- | ----- | ----- | ----- | ----- | ---- |
| 1    | Francia        | Laura Marino Matthieu Rosset              | 406,40 | 48,00 | 48,00 | 83,20 | 76,00 | 69,60 | 81,60 | 12   |
| 2    | Messico        | Viviana del Angel Rommel Pacheco          | 402,35 | 51,00 | 41,00 | 92,75 | 72,00 | 91,20 | 54,40 | 10   |
| 3    | Stati Uniti    | Krysta Palmer David Dinsmore              | 395,90 | 47,00 | 48,00 | 55,80 | 91,80 | 61,50 | 91,80 | 16   |
| 4    | Germania       | Maria Kurjo Patrick Hausding              | 379,55 | 45,00 | 52,00 | 72,00 | 64,75 | 57,60 | 88,20 | 2    |
| 5    | Malaysia       | Ahmad Amsyar Azman Leong Mun Yee          | 356,75 | 34,00 | 42,00 | 71,40 | 67,50 | 68,25 | 73,60 | 3    |
| 6    | Cina           | Chen Yiwen Qiu Bo                         | 355,15 | 45,00 | 48,00 | 32,55 | 91,00 | 72,00 | 66,60 | 15   |
| 7    | Colombia       | Sebastián Villa Carolina Murillo          | 354,90 | 44,00 | 43,00 | 64,50 | 68,00 | 58,90 | 76,50 | 7    |
| 8    | Venezuela      | María Betancourt Jesús Liranzo            | 349,75 | 39,00 | 42,00 | 52,50 | 86,95 | 52,80 | 76,50 | 19   |
| 9    | Italia         | Giovanni Tocci Noemi Batki                | 342,90 | 45,00 | 74,80 | 38,40 | 77,90 | 58,80 | 48,00 | 4    |
| 10   | Corea del Nord | Kim Un-hyang Ri Hyon-ju                   | 341,25 | 45,00 | 45,00 | 86,95 | 37,50 | 75,60 | 51,20 | 14   |
| 11   | Russia         | Julija Timošinina Evgenij Kuznecov        | 335,60 | 43,00 | 45,00 | 60,45 | 82,25 | 38,40 | 66,50 | 6    |
| 12   | Australia      | Melissa Wu Matthew Carter                 | 325,35 | 46,00 | 49,00 | 70,40 | 13,30 | 78,40 | 68,25 | 9    |
| 13   | Gran Bretagna  | Robyn Birch Daniel Goodfellow             | 303,15 | 42,00 | 37,00 | 56,00 | 69,70 | 44,80 | 53,65 | 18   |
| 14   | Singapore      | Lim Shen-Yan Freida Jonathan Chan         | 302,85 | 37,00 | 48,00 | 57,40 | 60,45 | 40,00 | 60,00 | 5    |
| 15   | Paesi Bassi    | Joey van Etten Celine van Duijn           | 299,40 | 42,00 | 42,00 | 51,00 | 44,80 | 62,00 | 57,60 | 11   |
| 16   | Bielorussia    | Alëna Chamul'kina Vadzim Kaptur           | 290,50 | 42,00 | 40,00 | 57,00 | 62,40 | 58,50 | 30,60 | 1    |
| 17   | Egitto         | Mohab Mohymen Maha Abdelsalam             | 284,20 | 39,00 | 40,00 | 44,40 | 71,40 | 52,65 | 36,75 | 13   |
| 17   | Ucraina        | Anastasija Nedobiha Oleksandr Horškovozov | 284,20 | 49,00 | 0,00  | 75,60 | 55,50 | 66,60 | 37,50 | 17   |
| 19   | Romania        | Anca Serb Aurelian Dragomir               | 250,60 | 36,00 | 34,00 | 51,30 | 31,50 | 43,40 | 54,40 | 8    |